# Графство Бланкенбург
Графството Бланкенбург (на немски: Grafschaft Blankenburg) е графство (1123 – 1815), територия на Свещената Римска империя (до 1806) в Долносаксонски имперски окръг в днешните Долна Саксония и Саксония-Анхалт в Германия. През 1707 г. графството Бланкенбург е издигнато в княжество. Столица е Бланкенбург в Харц.

## История
През 13 век от Графство Блакенбург чрез наследство се отделя графството Регенщайн. През 1123 г. замъкът Бланкенбург става собственост на херцога на племенното херцогство Саксония. От 1128 г. министратът на Велфите Попо I фон Бланкенбург става граф на Бланкенбург.
След смъртта на Йохан Ернст, последният граф на Бланкенбург, през 1599 г. графството отива при херцог Хайнрих Юлий фон Брауншвайг-Волфенбютел, епископ администратор на манастир Халберщат. През 1670 г. графството Регенщайн отива към княжество Бранденбург-Прусия.
През 1707 г. графството Бланкенбург е издигнато в княжество. От 1731 г. княжеството е съюзено в персоналунион с Брауншвайг-Волфенбютел, остава обаче до 1805 г. самостоятелно имперско княжество.
През 1807 г. графството Бланкенбург е към Кралство Вестфалия, през 1815 г. е de jure към Херцогство Брауншвайг или Прусия.
През 19 и 20 век територията принадлежи към Херцогство Брауншвайг. Бланкенбург отива през 1945 г. почти напълно към Саксония-Анхалт.

- Дворец Бланкенбург (Харц)
- Замък Регенщайн

## Личности
- Попо I фон Бланкенбург (* ок. 1095; † 1161 или 1164), граф на Бланкенбург
- Райнхард фон Бланкенбург († 1123), епископ на Халберщат (1107 – 1123)
- Херман фон Бланкенбург, епископ на Халберщат (1296 – 1303)
- Бурхард II фон Бланкенбург († 1305), архиепископ на Магдебург
- Албрехт II фон Регенщайн (* ок. 1293; † 1349), граф на Регенщайн
- Улрих X фон Регенщайн-Бланкенбург (* 1499; † 1551), граф на Бланкенбург и Регенщайн
- Елизабет фон Регенщайн-Бланкенбург (* 1542; † 1584), от 1574 абатиса на Кведлинбург
- Лудвиг Рудолф фон Брауншвайг-Бланкенбург (* 1671; † 1735), от 1690 г. граф на Бланкенбург, от 1707 г. княз на Бланкенбург и от 1731 г. херцог на Брауншвайг-Волфенбютел